# GFL International Atlantic Cup
Le GFL International Atlantic Cup est une compétition sportive européenne de football américain organisée par la GFL International, organisation regroupant les équipes de clubs amateurs d'Europe Occidentale, issus dans un premier temps de Belgique, d'Irlande, du Luxembourg et des Pays-Bas. 
La 1re édition a lieu en 2015 en remplacement de la défunte EFAF Atlantic Cup.
Les tournois organisés sont à élimination directe.
Après la finale de 2017, la GFL International et l'IFAF Europe annoncent que le format de la compétition sera revu pour la saison 2018 en vue d'étendre le tournoi à un plus grand nombre de pays européens pour tenter d'ajouter de nouvelles équipes.
Néanmoins, la compétition 2018 est renommée Atlantic Cup et ne réunit plus que trois équipes. Celles-ci se rencontrent en France à Villepinte du 16 au 18 novembre.

## Palmarès
| Année | En déplacement               | Á domicile            | Score   | Lieu              |
| ----- | ---------------------------- | --------------------- | ------- | ----------------- |
| 2015  | Trojans de Belfast (en)      | Groningen Giants (nl) | 26 - 7  | joué à Groningue  |
| 2016  | Black Angels de Bruxelles    | Groningen Giants (nl) | 47 - 0  | joué à Luxembourg |
| 2017  | Rebels de Dublin             | Bucharest Rebels      | 42 - 14 | joué à Dublin     |
| 2018  | Diables rouges de Villepinte | Bucharest Rebels      | 26 - 16 | joué à Villepinte |

## Statistiques des équipes
| Équipe                           | Nbr. de participations | Résultats          | Nbr. de titre |
| -------------------------------- | ---------------------- | ------------------ | ------------- |
| Trojans de Belfast (en)          | 2                      | 1er en 2015        | 1             |
| Black Angels de Bruxelles        | 1                      | 1er en 2016        | 1             |
| Diables rouges de Villepinte     | 1                      | 1er en 2018        | 1             |
| Rebels de Dublin                 | 1                      | 1er en 2017        | 1             |
| Bucharest Rebels                 | 2                      | 2e en 2017 et 2018 | 0             |
| Ghent Gators                     | 1                      | 3e en 2015         | 0             |
| Groningen Giants (nl)            | 2                      | 2e en 2015 et 2016 | 0             |
| Luxembourg Steelers de Dudelange | 2                      | 4e en 2015 et 2016 | 0             |